# Pokou, princesse ashanti
Pour plus de détails, voir Fiche technique et Distribution.
Pokou, princesse ashanti est un film d'animation ivoirien réalisé par Abel Kouamé, produit par le studio Afrikatoon, et sorti en Côte d'Ivoire en juillet 2013. Réalisé en images de synthèse, le film s'inspire librement de la vie de la reine ashanti Abla Pokou. C'est le premier long métrage d'animation ivoirien.

## Synopsis
Le film s'inspire librement de la vie de la reine ashanti Abla Pokou, qui vécut au XVIIIe siècle, et des légendes qui l'entourent. Au royaume de Kumasi, dans l'actuel Ghana, la princesse Abla Pokou grandit sous la protection des prêtresses du roi, qui l'initient à la protection du royaume et à la lutte contre les forces mystiques. Devenue grande, elle siège au conseil des anciens où elle est la plus jeune, ce qui ne l'empêche pas de devenir l'une des conseillères les plus influentes du roi Opokou Warê. Mais Kongouê Bian, ancien guerrier pratiquant la sorcellerie, fomente un coup d'État et tue l'héritier légitime du trône. Pacifiste, Abla Pokou préfère s'exiler pour éviter un massacre : elle fonde alors le peuple baoulé qu'elle guide jusque dans l'actuelle Côte d'Ivoire.

## Fiche technique
- Titre : Pokou, princesse ashanti
- Réalisation : Abel Kouamé (alias Kan Souffle)[2],[3],[4]
- Production : Lassane Zohoré
- Studio de production : Afrikatoon
- Pays : Côte d'Ivoire
- Langue : français
- Durée : 65 minutes[5]
- Date de sortie : 6 juillet 2013

## Distribution
- Acteurs de doublage : Bienvenu Neba, Mike Danon, Gildas Salomé[2]...

## Production
Le film est produit par Abel Kouamé, à l'origine dessinateur de bande dessinée et ancien dessinateur au journal satirique Gbich où il avait consacré une bande dessinée à Abla Pokou en 2008-2009. Kouamé se lance dans l'animation en 2009 et a ainsi l'idée d'adapter cette BD en un film d'animation. Deux ans plus tard, en 2011, il dispose d'une équipe expérimentée capable d'animer un long métrage. 
La production du film dure deux ans et rencontre des difficultés d'ordre principalement économique, le projet devant se financer sur fonds propres. Le film dispose finalement d'un budget d'environ 95 millions de francs CFA, soit environ 150 000 euros. 
Les animateurs compétents pour l'animation en images de synthèse et en en relief étant très rares en Côte d'Ivoire, l'équipe, dont les membres ont une formation de départ aux beaux-arts, s'auto-forme en se documentant sur Internet puis va travailler en France avant de rentrer en Côte d'Ivoire pour recruter d'autres animateurs qui sont ensuite formés pour le projet. Le film est animé par une équipe de 10 personnes dans un studio situé dans le quartier de Koumassi, dans l'est d'Abidjan. Le style d'animation adopté est très simple afin de s'adapter aux contraintes techniques et budgétaires et de rendre le récit aisé à comprendre pour un large public.
Les décors font l'objet de recherches sur place, au Ghana et en Côte d'Ivoire, afin de reconstituer des paysages réalistes.
Le scénario s'inspire librement de la vie de la princesse ashanti Abla Pokou. Abla Pokou est à la fois une figure historique qui a réellement existé et l'une des grandes figures des mythologies d'Afrique de l'Ouest, via les légendes qui se sont formées à partir de sa vie. Le scénario du film relève de la fiction et s'inspire librement de cette légende. Le producteur Lassane Zohoré indique dans une interview que le scénario rend la légende plus conviviale et humoristique afin d'élargir son public. Le film comporte ainsi quelques anachronismes humoristiques faisant référence à la culture ivoirienne contemporaine, comme la séquence où le personnage de Sakon fait du slam (un genre de rap) ou une scène où les personnages dansent une danse ivoirienne en vogue à la sortie du film, le "coupé-décalé".

## Diffusion
Le film est présenté au Goethe Institut de Cocody, commune d'Abidjan nord, en décembre 2012. Le film sort en salles le 6 juillet 2013 en Côte d'Ivoire. À Abidjan, il sort dans deux salles en juillet puis est reprogrammé en août. Des projections sont organisées dans l'intérieur du pays. Le studio travaille également à vendre le film à l'étranger. Le film est diffusé par la chaîne de télévision ivoirienne RTI puis acheté par TV5 Monde.
En 2014, le film est projeté dans plusieurs festivals de cinéma internationaux, notamment à Ouagadougou au Burkina Faso, à Montréal au Canada et au festival d'Annecy en France.

## Accueil critique
Une dépêche AFP Relax News relayée sur le site de la RTBF en juillet 2013 mentionne « un graphisme simple, des couleurs éclatantes, de la gaîté et quelques savoureux anachronismes ».
Dans Jeune Afrique en janvier 2015, Joan Tilouine donne un avis très favorable sur le film : « Le graphisme est soigné, l'animation fluide, les dialogues bien sentis et la sensibilité ouest-africaine remarquablement exprimée. Le tout renforcé par un rendu en 3D littéralement captivant. »
Dans un article de la revue INA Global en avril 2015, Coin Dupré mentionne Pokou, princesse ashanti comme l'un des rares exemples de longs métrages d'animation africains, montrant une légère amélioration de la situation dans un contexte de rareté de ce genre sur le continent, en particulier en Afrique subsaharienne (Madagascar fait figure d'exception dans ce domaine).

## Box office
Les entrées du film dans les deux salles d'Abidjan où il est diffusé permettent de rembourser 60 % du budget du film entre sa sortie en juillet 2015 et l'article de Jeune Afrique donnant cette information en janvier 2015. Cité dans un article du magazine français Le Point en mai 2015, Abel Kouamé explique que les achats par des chaînes de télévision et la commercialisation du DVD ont permis d'amortir le film.

## Distinctions
Pokou, princesse ashanti remporte le prix Léonard 2014 du Meilleur film d'animation ainsi que le Grand prix de bronze au GPACT 2013.

## Édition en vidéo
Pokou, princesse ashanti est édité en DVD par Afrikatoon en 2015. Il est ensuite diffusé en vidéo à la demande sur Vimeo.

## Œuvres dérivées
Une série télévisée d'animation La Petite Pokou reprenant le personnage de Pokou est produite par le studio Afrikatoon pour une diffusion sur la chaîne TV5 Monde ; son pilote est diffusé début décembre 2015. La série raconte la jeunesse de Pokou et son initiation au komian (une école initiatique africaine) auprès d'une prêtresse.